# Wohu Manah
Wohu Manah, Wohu Manu (aw. Wohu Manah, pahl. Wohuman, pers. Bahman - Dobra Myśl) – w zaratusztrianizmie jeden z Amesza Spentów - bytów tworzących etyczną i duchową osnowę świata materialnego, jakie wyemanowały z Ahura Mazdy zanim przystąpił on do stworzenia świata.
Wohu Manah przejawia się w świecie materialnym pod postacią Księżyca, bydła i białego jaśminu. Według Awesty ukazał się prorokowi Zaratusztrze, a także zaprowadził go przed oblicza Ahura Mazdy, gdzie otrzymał objawienie zasad nowej religii. Wohu Manah prowadzi także przed oblicze Boga dusze przebywające w Raju.